# نيكولا وليامز
نيكولا وليامز (بالإنجليزية: Nicola Williams)‏ هي لاعبة كرة قدم ومدربة كرة قدم أسترالية، ولدت في 4 يونيو 1982 في لانكستر في المملكة المتحدة.